# Tulista kingiana
Tulista kingiana és una espècie de planta suculenta del gènere Tulista, del Cap Occidental, a Sud-àfrica. Es troba a la Llista Vermella mundial de la UICN com a en perill d'extinció.
Antigament es va classificar en el gènere Haworthia, com Haworthia kingiana.

## Descripció
És una planta suculenta perennifòlia amb rosetes de fulles curtes, nítides, de color verd brillant i suculentes. Les fulles solen estar cobertes de tubercles plans i brillants. Normalment són arrodonides i blanques, però de vegades són allargades o lleugerament translúcides. La planta produeix progressivament fillols i pot formar grups. Al novembre i desembre produeix flors de color blanc rosat.
El color groc verdós brillant és el tret distintiu de Tulista kingiana. D'altres formes, però, aquesta espècie és força variable. Fins i tot en una localitat hi pot haver una gran varietat en formes de fulles, formes de creixement i tubercles.

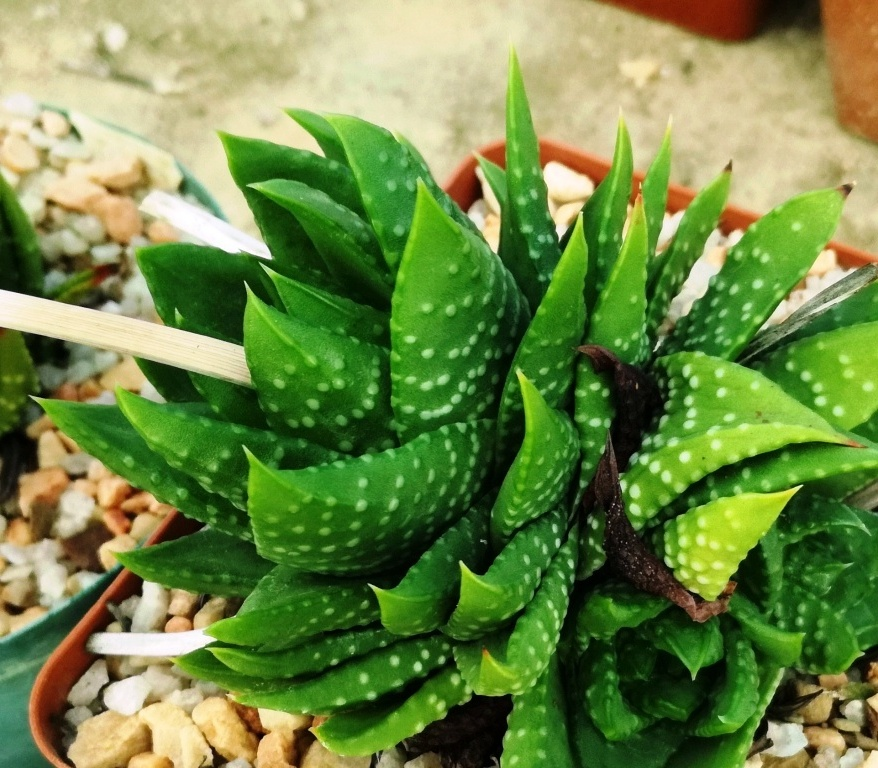
Detall de la fulla de l'exemplar compacte en cultiu

## Distribució i hàbitat
La distribució natural d'aquesta espècie és una petita àrea centrada a la badia de Mossel, a l'extrem sud del Cap, a Sud-àfrica. La seva població és molt escassa en aquesta zona, i la seva extensió natural s'estén des de l'extrem est fins a Great Brak, fins a Herbetsdale, a l'oest i al nord de les muntanyes de Langeberg, fins al Petit Karoo, on és extremadament rara. El seu hàbitat sol ser de renosterveld i taques de prats als cims de turons i vessants rocosos i exposats. A la natura, les seves amenaces naturals són els incendis estacionals i el pasturatge de la vida salvatge.
Actualment la planta està catalogada com a espècie en perill d'extinció a causa de les pressions humanes i s'ha convertit en molt rara. Està greument amenaçada per la recol·lecció il·legal per al comerç hortícola i per la destrucció de l'hàbitat.

## Cultiu
Tulista kingiana és molt preuada com a ornamental i es cultiva per raons hortícoles. És longeva i de creixement lent. És difícil de cultivar i necessita un sòl molt ben drenat i una bona circulació d'aire. La planta treu fillols lentament, de manera que la propagació es pot fer per fillols, per esqueixos de fulles o per llavors.

## Taxonomia
Tulista kingiana va ser descrita per (Poelln.) Gideon F.Sm. i Molteno i publicat a Phytotaxa 297(3): 278, a l'any 2017.
Antigament es classificava al gènere Haworthia, amb les altres espècies grans (H.pumila, H.minor i H.marginata) al subgènere "Robustipedunculares". Després d'estudis filogenètics recents, s'ha demostrat que aquestes quatre espècies constitueixen de fet un grup diferent, separat d'altres del gènere Haworthia. Per tant, han estat classificats com a gènere separat, "Tulista".
Etimologia
L'epítet específic "kingiana" honora a la col·leccionista de Haworthia a la senyora E.B. King.
Sinonímia
- Haworthia kingiana Poelln., Repert. Spec. Nov. Regni Veg. 41: 203 (1937).(Basiònim/Sinònim substituït)
- Haworthia subfasciata var. kingiana (Poelln.) Poelln., Repert. Spec. Nov. Regni Veg. 44: 218 (1938).
- Haworthia pumila var. kingiana (Poelln.) Halda, Acta Mus. Richnov., Sect. Nat. 4(2): 36 (1997).[8]